# دم الغراب (مسلسل)
دم الغراب (بالإنجليزية: Crow's Blood)‏ هو مسلسل رعب وتشويق ياباني قصير من إخراج ريو نشيمورا وجوزيف وايت، وبطولة مايو واتانابي وساكورا مياواكي. الحلقة الأولى عرضت على قناة NTV اليابانية في 23 يوليو 2016، وباقي الحلقات عرضت في موقع هولو اليابان.

## القصة
بعد مرور عشرين عامًا من استنساخ النعجة دولي ومع تطور التكنولوجيا الطبية بمرور السنين،
تجديد أعضاء الأنسان والتي كان يظن الناس انها مستحيلة تصبح واقعاً، حينها يحاول البشر اللعب بالمصير بإعادة احياء الموتى..
ماكي توغاوا طالبة جديدة منتقلة إلى المدرسة الثانوية يحيط بها الغموض ويخرج من انفها دماء سوداء كـ لون الغراب
بعدها تحصل حوادث غريبة بالمدرسة، تحاول الطالبة كاورو ايسوزاكي كشف الغموض مع الصحفي تاكيشيتا ساوادا.

## الممثلون
- ساكورا مياواكي بدور الطالبة ماكي توغاوا.[2]
- مايو واتانابي بدور الطالبه كاورو ايسوزاكي.[2]
- ميورا تاكاهيرو بدور الصحفي تاكيشيتا ساوادا.

## روابط أضافية
- دم الغراب على موقع IMDb (الإنجليزية)
- دم الغراب على موقع كينوبويسك (الروسية)
- دم الغراب على موقع قاعدة بيانات الفيلم (الإنجليزية)
- الموقع الرسمي
 (باليابانية)